# Eesti Tennise Liit
De Eesti Tennise Liit (ETL) is de koepelorganisatie in Estland voor de beoefening van het tennis. De ETL organiseert het tennis in Estland en vertegenwoordigt het Estse tennis op internationale sportevenementen.
De bond is opgericht in 1922 en is sinds 1934 lid van de International Tennis Federation. Anno 2016 telde de bond 5.912 leden, verspreid over 90 verenigingen. 

## Ledenaantallen
Hieronder de ontwikkeling van het ledenaantal:
| Jaar | Ledenaantallen | Ledenaantallen | Ledenaantallen | Ledenaantallen | Ledenaantallen | Ledenaantallen | Ledenaantallen |
| Jaar | Jongens        | Meisjes        | Totaal jeugd   | Mannen         | Vrouwen        | Totaal volwas. | Totaal         |
| ---- | -------------- | -------------- | -------------- | -------------- | -------------- | -------------- | -------------- |
| 2016 | 1.808          | 2.128          | 3.936          | 1.018          | 958            | 1.976          | 5.912          |
| 2015 | 1.723          | 1.886          | 3.609          | 770            | 620            | 1.390          | 4.999          |
| 2014 | 1.567          | 1.682          | 3.249          | 682            | 506            | 1.188          | 4.437          |
| 2013 | 1.707          | 1.682          | 3.389          | 681            | 388            | 1.069          | 4.458          |
| 2012 | 1.725          | 1.721          | 3.446          | 608            | 388            | 996            | 4.442          |
| 2011 | 1.602          | 1.548          | 3.150          | 759            | 342            | 1.101          | 4.251          |
| 2010 | 1.299          | 1.483          | 2.872          | 794            | 380            | 1.174          | 3.956          |